# Хойнице (гмина)
Хойнице (пол. Chojnice) — гмина (волость) в Польше, входит как административная единица в Хойницкий повет, Поморское воеводство. Население — 15 758 человек (на 2004 год).

## Демография
| Перепись                       | Всего   | Всего | Женщины | Женщины | Мужчины | Мужчины |
| ------------------------------ | ------- | ----- | ------- | ------- | ------- | ------- |
| Единицы                        | человек | %     | человек | %       | человек | %       |
| Население                      | 15 758  | 100   | 7777    | 49,4    | 7981    | 50,6    |
| Плотность населения (чел./км²) | 34,4    | 34,4  | 17      | 17      | 17,4    | 17,4    |

## Соседние гмины
1. Гмина Брусы
2. Гмина Черск
3. Гмина Члухув
4. Гмина Камень-Краеньски
5. Гмина Кенсово
6. Гмина Конажины
7. Гмина Липница
8. Гмина Тухоля